# Vlag van Mantsjoekwo

Vlag van Mantsjoekwo

De vlag van Mantsjoekwo bestond uit een geel veld met in het kanton vier strepen in de kleuren rood, blauw, wit en zwart. Geel staat voor eenheid, rood voor dapperheid, blauw voor rechtvaardigheid, wit voor zuiverheid en zwart voor besluitvaardigheid.
De vlag van Mantsjoekwo is gebaseerd op de vlag van de oude Chinese Republiek. Die vlag bestond uit vijf gelijke banen in de kleurencombinatie rood-geel-blauw-wit-zwart. Het rood in die vlag symboliseert de Han-Chinezen, terwijl het geel voor de Mantsjoe staat. In de vlag van Mantsjoekwo wordt het geel derhalve opgewaardeerd.

## Andere vlaggen van Mantsjoekwo

? Oorlogsvlag
Keizer Pu Yi
Marinehoofdkantoor
Kustwacht
Marine-ondersteuningsschepen
Mantsjoekwo Post

Beiyangregering · Republiek Hatay · Koerdistan · Mantsjoekwo · Mengjiang · Nationalistische regering · Nederlands-Nieuw-Guinea · Oost-Turkestan · Ottomaanse Rijk · Qing-dynastie · Sikkim · Tibet · Toeva · Republiek der Zuid-Molukken